# Вермахт
Вермахт (  (слушај)ⓘ — „одбрамбена снага“) је име оружаних снага Нацистичке Немачке од 1935. до 1945. Вермахт се састојао од Хера (армија), Кригсмарине (ратне морнарице) и Луфтвафе (ратног ваздухопловства). Назив Вермахт за војску нацистичке Немачке је заменио претходно коришћен назив Рајхсвер, коришћен током периода Вајмарске републике. Вермахт је био резултат напора нацистичке Немачке да се наоружа више него што је дозвољавао Версајски мир.
Након немачког пораза у Првом светском рату, њој је Версајским миром дозвољена ограничена војска од само 100.000 припадника, једва довољну за одбрану земље. Након нацистичког освајања власти, један од Хитлерових најотворенијих и најсмелијих потеза је био да се образује моћна модерна војска, потпуно способна за нападачке акције. Испуњавање дугорочног циља нацистичког режима за повраћај изгубљених територија и владавину над суседима је захтевало велико улагање у индустрију наоружања, као и регрутацију да би се проширила војска. Хитлер је децембра 1941. одредио себе за врховног команданта Вермахта.
Вермахт је представљао језгро немачке политичко-војне моћи. У раној фази Другог светског рата, Хитлерови генерали су веома успешно користили блицкриг, иновативну тактику комбиновања родова (блиска ваздушна подршка, механизоване оклопне јединице и пешадија). Нова војна структура Вермахта, јединствене борбене технике, новоразвијено оружје и невиђена брзина су ломили њихове противнике.
На врхунцу својих успеха у 1942. нацисти су владали над више од 3.898.000 km² територије. Делујући понекад заједно са СС формацијама, војници на фронту (нарочито на Источном фронту) су понекад чинили ратне злочине. До краја рата у Европи, Вермахт је изгубио око 11.300.000 људи, од чега око половина представљају убијени у борби. Само је неколицини виших официра суђено за ратне злочине. Иако је до септембра 1945. мање-више престао да постоји, Вермахт је званично распуштен законом број 34. Савезничког контролног већа. Вермахт није имао директног наследника у послератној Немачкој и у потпуности је замењен Бундесвером, који се одрекао традиција распуштеног Вермахта.

## Порекло и употреба израза
Пре доласка на власт Нацистичке партије, израз вермахт је коришћен у генеричком смислу да опише оружане снаге било које земље - ова реч дословно значи одбрамбена снага. На пример, израз Englische Wehrmacht би означавао британску војску, док је члан 47 Вајмарског устава из 1919. гласио „Der Reichspräsident hat den Oberbefehl über die gesamte Wehrmacht des Reiches“ (превод: „Председник има врховну команду над свим оружаним снагама Рајха“). Како би се направила разлика, израз „Рајхсвер“ се обично користио да означи немачке оружане снаге.
1935, Рајхсвер је преименован у „Вермахт“. Након Другог светског рата, под савезничком окупацијом, и касније током ремилитаризације Немачке 1955, новоформиране западнонемачке оружане снаге су добиле име „Бундесвер“.
У складу с овим, „Вермахт“ се уобичајено користи да означи немачке оружане снаге током Трећег рајха и Другог светског рата.

## Историја
Након што је Први светски рат окончан капитулацијом Немачког царства, Версајски споразум је наметнуо оштра ограничења на величину немачких оружаних снага. Војска је била ограничена на 100.000 људи, уз додатних 15.000 у морнарици. Флота је могла да се састоји од највише шест бојних бродова, шест крстарица и дванаест разарача. Тенкови и тешка артиљерија су били забрањени, а ваздухопловство распуштено. Нова, послератна војска (Рајхсвер) је основана 23. марта 1921. Општо служење војног рока је такође укинуто Версајским споразумом.
Немачка је одмах почела тајно да изврдава ове услове. Тајна сарадња са Совјетским Савезом је почела након Рапалског споразума. Генерал-мајор Ото Хасе је отпутовао у Москву 1923, како би даље преговарао о условима сарадње. Немачка је помогла Совјетском Савезу у индустријализацији, а требало је да совјетски официри буду обучавани у Немачкој. Немачки тенковски и ваздухопловни стручњаци би били обучавани у Совјетском Савезу, а немачко истраживање и производња хемијског оружја би била спровођена заједно са осталим пројектима. Око 300 немачких пилота је обучавано у Липецку, одређени број тенкиста је обучаван близу Казања, а отровни гас за немачку војску је развијан код Саратова.
Након смрти председника Хинденбурга 2. августа 1934, сви официри и војници немачких оружаних снага су положили личну заклетву на верност Адолфу Хитлеру. До 1935, Немачка се отворено подсмехивала војним ограничењима која је наметнуо Споразум из Версаја и служење војног рока је поново уведено 16. марта 1935. Док је стајаћа армија остала на око 100.000 војника као што је прецизирано у споразуму, нова група регрута ове величине је сваке године пролазила обуку. Закон о служењу војног рока је увео име „Вермахт“, па не само да се ово може сматрати тренутком његовог оснивања, већ се организација и моћ у Вермахту могу посматрати као под контролом нациста, невезано за политичке наклоности војне команде (која је и овако полагала заклетву верности Хитлеру). Ознака Вермахта је била стилизована верзија Гвозденог крста (такозвани „Balkenkreuz“), која се први пут појавила као ознака на авионима и тенковима крајем Првог светског рата. Постојање Вермахта је званично објављено 15. октобра 1935.
Број мушкараца који су служили у Вермахту током његовог постојања од 1935. до 1945. се процењује на око 18 милиона. До ове бројке је дошао историчар Ридигер Оверманс и она представља укупан број људи који су икада служили у Вермахту, а не снагу Вермахта у било ком тренутку његовог постојања. Око 2,3 милиона војника Вермахта је убијено у борбама; 550.000 је умрло од неборбених узрока; несталих је око 2,0 милиона, а 459.000 је умрло у заробљеништву, од чега 77.000 у затворима и логорима САД, УК, и Француске.

## Командна структура
Правно гледано, главнокомандујући Вермахта је био Адолф Хитлер, у својству шефа немачке државе, што је позиција на коју је дошао након Хинденбургове смрти, августа 1934. Након реорганизације 1938, Хитлер је постао врховни командант оружаних снага и остао на тој позицији док није извршио самоубиство 30. априла 1945. Административна и војна власт је у почетку била у рукама министарства рата на челу са генералфелдмаршалом Вернером фон Бломбергом. Након што је Бломберг дао оставку услед афере Бломберг-Фрич (1938) министарство је расформирано и успостављена је Врховна команда оружаних снага, ОКВ (Oberkommando der Wehrmacht, OKW) под генералфелдмаршалом Вилхелмом Кајтелом. Штаб је био у Виндздорфу код Цосена, а пољски ешалон (Feldstaffel) је био стациониран где год се у датом тренутку налазио фиреров главни штаб.
ОКВ је координисала све војне активности, али Кајтелов утицај над три рода (копнена војска, ваздухопловство и морнарица) био је прилично ограничен. Сваки род је имао своју врховну команду под именима ОКХ (Oberkommando des Heeres, OKH - копнена војска), ОКМ (Oberkommando der Marine, OKM - морнарица) и ОКЛ (Oberkommando der Luftwaffe, OKL - ваздухопловство). Свака од врховних команди је имала свој генералштаб.
- ОКВ — Врховна команда Оружаних снага

Начелник врховне команде Оружаних снага - генералфелдмаршал Вилхелм Кајтел (1938. до 1945)
Начелник операционог штаба (Wehrmachtführungsstab) - генерал-пуковник Алфред Јодл
- ОКХ — Врховна команда копнене војске

Главнокомандујћи копнене војске
генерал-пуковник Вернер фон Фрич (1935—1938)
генералфелдмаршал Валтер фон Браухич (1938—1941)
фирер и рајхсканцелар Адолф Хитлер (1941—1945)
генералфелдмаршал Фердинанд Шернер (1945)
Начелник штаба Немачке војске - генерал Лудвиг Бек (1935—1938); генерал Франц Халдер (1938—1942); генерал Курт Цајтцлер (1942—1944); генерал-пуковник Хајнц Гудеријан (1944—1945) генерал Ханс Кребс (починио самоубиство у Хитлеровом бункеру 1945)
- ОКМ — Врховна команда морнарице

Главнокомандујући морнарице
адмирал Ерих Редер (1928—1943)
адмирал Карл Дениц (1943—1945)
адмирал Ханс-Георг фон Фрајдебург (1945)
- ОКЛ — Врховна команда ратног ваздухопловства

Главнокомандујући авијације
рајхсмаршал Херман Геринг (до 1945)
генералфелдмаршал Роберт фон Грајм (1945)
ОКВ је такође био задужен за централно економско планирање и набавке, али власт и утицај ОКВ-а у Канцеларији за разну економију (Wehrwirtschaftsamt) био је ограничен од стране канцеларија за набавку појединачних грана оружаних снага (Waffenämter), као и Министарства за наоружање и муницију (Reichsministerium für Bewaffnung und Munition).

## Ратне године
Супротно устаљеном мишљењу, Немачка у време избијања рата за њега није била спремна, односно, по објективним критеријумима, била је у много инфериорнијем односу у поређењу с почетком Првог светског рата. С друге стране је у квалитативном смислу била у великој предности у односу на своје противнике.
То се можда најбоље одржавало у копненој војсци - Вермахту. Иако је поновно наоружавање ван версајских оквира отпочело још године 1933. Немачка је још увек заостајала за западним силама по питању модерне опреме, поготово тенкова. С друге стране, у раздобљу када се држала версајских критеријума, Немачка је смела да има малу професионалну војску, што је довело до ригорозне селекције и филтрације најспособнијих кадрова који ће после бити срж Хитлерове војне машине.
Други важан фактор у корист Немаца била је склоност новим идејама као и настојање да се избегну грешке које су довеле до пораза у претходном рату. Немачки војни стратези на челу с генералом вон Сектом су још крајем двадесетих, узимајући у обзир немачки недостатак нафте и других стратешких сировина, закључили како се победа у будућем рату може извојевати једино брзим ударом, при чему би се користиле новоразвијене форме оружја као што су тенкови, механизоване јединице и авијација. Та се доктрина назвала блицкриг, односно муњевити рат, те је на почетку представљала готово сигуран рецепт за немачке војне успехе. С друге стране, Немачка ипак није била у стању у потпуности искористити њене могућности, пре свега због недовољног броја модерних превозних средстава, што ће се исказати у каснијим фазама рата.
Блицкриг је битно утицао и на развој Луфтвафеа, немачког ратног ваздухопловства које је у року од само неколико година постало једна од најимпресивнијих оружаних формација на свету - како бројем, тако и извежбаношћу људства. Немци су тридесетих година развили модерне типове ловачких и бомбардерских авиона којима су били у стању створити ваздушну надмоћ над већином противника. Али, с друге стране, већина тих авиона су били углавном на непосредну подршку копненим снагама, те су се врло брзо исказали не баш тако ефикасни у другим улогама.
Кригсмарине или ратна морнарица је била најслабији вид немачких оружаних снага због версајских ограничења која су је била свела на готово симболичку оружану формацију. Она су укинута тек 1930-их година када је већ било касно да нови бродови у градњи битно утичу на ток ратних операција. Немачка слабост на мору одразиће се већ на самом почетку.
Моћне тенковске и ваздухопловне снаге су омогућиле брз успех (блицкриг) у почетном стадијуму рата, када су немачке снаге освајале земљу за земљом у току пар недеља. Ово је убедило војне вође да је нови концепт широког наоружавања бољи од конвенционалног дубоког наоружавања које је обезбеђивало ратне залихе за дужи период времена. Међутим, када су моћни непријатељи (Уједињено Краљевство, Совјетски Савез и Сједињене Државе) почели да пружају снажан отпор, тактику блицкрига је постало теже примењивати, а релативно ниске резерве наоружања, несташице горива и осталог материјала су постале проблем за Вермахт.
Војном снагом Вермахта је управљано помоћу тактике оријентисане на мисије и чврсту дисциплину. У јавности је Вермахт понекад сматран (а и даље се сматра) војском која је користила напредне технологије, јер су нове технологије увођене током Другог светског рата, укључујући репресивно оружје, ракетни пресретач Месершмит Ме 163, млазни ловац Ме 262 и мини подморнице. Ове технологије су биле промовисане, али су често биле доступне у малим количинама, или у касним стадијумима рата, када су свеукупне залихе материјала и наоружања постале ниске. На пример, само 40% јединица је било моторизовано, за транспорт су у великој мери коришћени коњи, а многи војници су се кретали пешице, или понекад на бициклима (често украденим од локалног становништва).
Писац Ентони Еванс је написао: „Немачки војник је био врло професионалан и добро обучен, агресиван у нападу и жилав у одбрани. Био је увек прилагодљив, посебно у каснијим годинама, када су недостаци у опреми почели да се осећају“.
Међу страним добровољцима који су служили у Вермахту током Другог светског рата су били Немци, Холанђани и Скандинавци, као и борци из балтичких земаља и са Балкана. Руси су се борили у Руској ослободилачкој армији а неруси из Совјетског Савеза су сачињавали Источне легије (Ostlegionen). Свим овим јединицама је командовао генерал Ернст Аугуст Кестринг и чиниле су 5% Вермахта.

### Бојишта и походи
- Блицкриг
  - Инвазија на Пољску
  - Лажни рат
  - Инвазија на Данску и Норвешку
  - Битка за Француску
  - Балканска кампања
- Источни фронт (у почетку операција Барбароса)
- Западни фронт
  - Битка за Нормандију
  - Поход у северној Француској
  - Поход у јужној Француској
  - Битка за Зигфридову линију
  - Централноевропски поход

### Ратни злочини
Припадници Вермахта су починили бројне ратне злочине током Другог светског рата — бомбардовања отворених градова, масакре над цивилима, стрељања ратних заробљеника и цивила таоца, у знак одмазде за партизанске активности на окупираним територијама. Мада су масовна истребљења повезана са холокаустом у првом реду вршили припадници СС-а и Ајнзацгрупа, Вермахт је такође био умешан, јер су официри и војници Вермахта помагали Анјзацгрупама у хватању Јевреја и других и њиховом упућивању у логоре или на губилишта.
Како су размере холокауста постале шире познате крајем рата, многи бивши припадници Вермахта су покушавали да прикажу да Вермахт није учествовао у злоделима, која су наводно чинили само припадници СС-а и снага политичке полиције, који нису били део Вермахта. Мада су на Нирнбершким суђењима за ратне злочине осуђени шеф ОКВ, Вилхелм Кајтел, и шеф операција, Алфред Јодл, сам Вермахт није проглашен криминалном организацијом, као што је то био случај са партијским организацијама попут СС-а. Многи Немци су ово видели као ослобађајућу пресуду за Вермахт. Међу немачким историчарима је умешаност Вермахта у ратне злочине, поготово на Источном фронту, постало општеприхваћено током касних седамдесетих и осамдесетих година 20. века.

### Вермахт и политика
Војска је избегавала мешање у политику током већег дела историје Трећег рајха. Већи део руководства је био политички конзервативан и националистички и надао се поновном успостављању немачке контроле над територијама изгубљеним након Првог светског рата. Хитлер је обећао обнављање војне снаге Немачке, те су официри углавном подржавали национал-социјалистички покрет. Политички утицај у војној команди је почео да се увећава у каснијем периоду рата, када су Хитлерове лоше стратешке одлуке почеле да се испољавају у озбиљним поразима немачке војске. Између војске и владе су нарасле тензије; Хитлер не само да је поставио неквалификоване кадрове на чело својих армија, већ је својим командујућим официрима давао немогућа наређења, као нпр. да се стрељају сви официри и војници који се буду повлачили.

### Завера за атентат на Хитлера
Официри међу којима су били Клаус фон Штауфенберг и Вилхелм Канарис су били незадовољни политиком Хитлеровог режима, коју су сматрали неморалном. Ово незадовољство је кулминирало завером 20. јула (1944), када је група официра Вермахта, предвођена Клаусом фон Штауфенбергом покушала да убије Хитлера и да збаци његов режим. Након овог покушаја атентата, Хитлер је изгубио поверење у Вермахт и многи официри и војници су убијени. Од тада је сваку особу, пре него што би пришла Хитлеру, претресао СС стражар.

## Познати припадници
Међу познатим немачким официрима из времена Вермахта су следећи:
- Лудвиг Бек
- Федор фон Бок
- Валтер фон Браухич
- Хајнц Гудеријан
- Франц Халдер
- Херман Хот
- Евалд фон Клајст
- Алберт Кеселринг
- Ханс Гинтер фон Клуге
- Ерих фон Манштајн
- Фридрих Олбрихт
- Фридрих Паулус
- Ервин Ромел
- Герд фон Рундштет
- Клаус фон Штауфенберг
- Ервин фон Вицлебен
- Хасо фон Мантојфел

## Након рата
Након немачке безусловне предаје 7. маја 1945. (која је постала ефективна 8. маја 1945) Немачкој је забрањено да има војску. Протекло је више од десет година пре него што су хладноратовске тензије довеле до стварања двеју различитих оружаних снага у Западној и Источној Немачкој. Војска Западне Немачке, званично формирана 5. маја 1955, названа је Бундесвер, у преводу „Савезне одбрамбене снаге“, што је била веза са старим Рајхсвером. У Источној Немачкој је 1. марта 1956. формирана Национална народна армија (Nationale Volksarmee). Ниједна од ових двеју оружаних сила није могла да буде формирана без искусних војника, па су обе армије у почетку имале значајан удео официра који су били бивши припадници Вермахта.